# Zólyomszászfalu
Zólyomszászfalu (1886-ig Szászova, szlovákul: Sásová, németül: Sachsendorf) Besztercebánya városrésze, egykor önálló község Szlovákiában, a Besztercebányai kerületben.

## Fekvése
A városközponttól 5 km-re északkeletre fekszik.

## Története

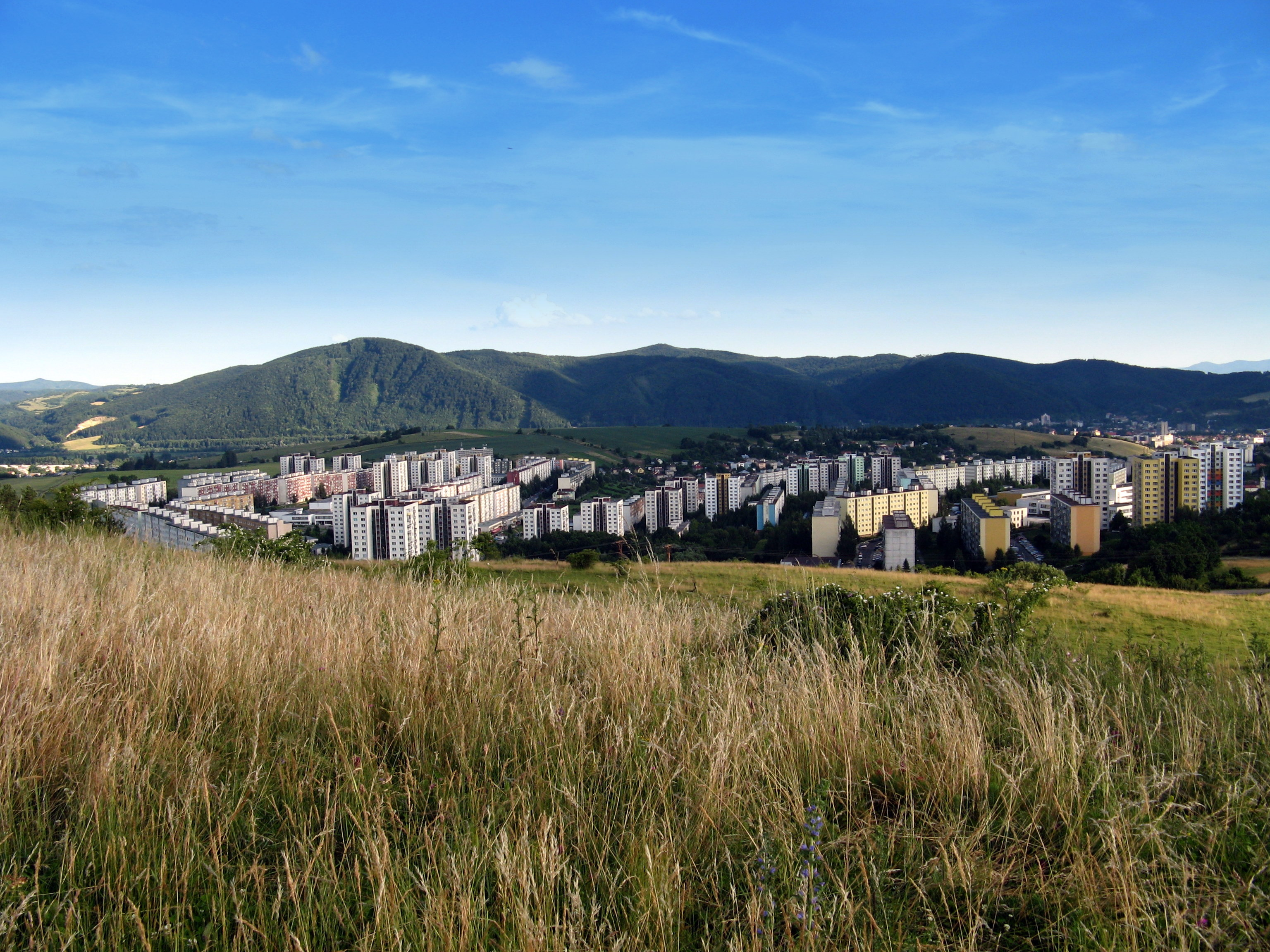
A település mai látkápe

A falu a 13. század második felében keletkezett, első írásos említése 1350-ből származik. Több nemesi család birtoka, majd 1516 és 1848 között Besztercebánya faluja volt. Lakói főként mezőgazdaságból éltek.
A 18. század végén Vályi András így ír róla: „SZASZOVA. Szakszendorf. Elegyes falu Zólyom Várm. földes Ura Besztertze Bánya Városa, lakosai katolikusok, fekszik Besztertze Bányához nem meszsze, mellynek filiája; határja Kintselováéhoz majd hasonlító.”
1828-ban 51 házában 397 lakos élt. 1830 után több kézműves is élt a faluban, főként kőművesek, mások a környék gyáraiban dolgoztak.
Fényes Elek 1851-ben kiadott geográfiai szótárában így ír a településről: „Szászova, Zólyom vmegyében, dombon, ut. postája Beszterczebánya. Van 276 evang., 73 kath. lakosa, egy nagyszerü 1460-ban épült temploma, 12 1/2 urbéri telke, s egy hegyi patakja, Földe homokos agyag, s meglehetős termékeny. Majorsági föld itt nincs. Birja Beszterczebánya v.”
Munkásai részt vettek a 19. és 20. század munkásmozgalmi harcaiban. 1920 előtt Zólyom vármegye Besztercebányai járásához tartozott.
A háború után a férfiak főként kőműves és ácsmunkákkal keresték kenyerüket. A szlovák nemzeti felkelés idején a faluban fegyverraktár volt. 1966-ban csatolták Besztercebányához.

## Népessége
1910-ben 671, túlnyomórészt szlovák lakosa volt.

## Nevezetességei
A 14. században épített gótikus templomában 1500-ban és 1510-ben készült, Remete Szent Pált és szent Antalt, valamint Szent Ilonát és Szent Egidiust ábrázoló oltárok láthatók. Az oltárok Lőcsei Pál mester műhelyében készültek.

## Külső hivatkozások
- Zólyomszászfalu Szlovákia térképén

## Lásd még
- Besztercebánya
- Foncsorda
- Garamkirályfalva
- Garamsálfalva
- Keremcse
- Kisélesd
- Majorfalva
- Olmányfalva
- Pallós
- Radvány
- Rakolc
- Rudló
- Szakbény
- Szentjakabfalva
- Szénás